# Coniophanes joanae
Espèce
Statut de conservation UICN

 DD  : Données insuffisantes
Coniophanes joanae est une espèce de serpents de la famille des Dipsadidae.

## Répartition
Cette espèce est endémique du Panamá

## Étymologie
Cette espèce est nommée en référence à Joan Wilson Myers, l'épouse du descripteur.

## Publication originale
- Myers, 1966 : A new species of colubrid snake, genus Coniophanes, from Darién, Panama. Copeia, vol. 1966, no 4, p. 665-668.